# Châbles
Châbles é uma comuna da Suíça, localizada no Cantão de Friburgo, com 663 habitantes, de acordo com o censo de 2010 . Estende-se por uma área de 4,74 km², de densidade populacional de 141hab/km². Confina com as seguintes comunas: Bollion, Châtillon, Cheyres, Concise (VD), Font, Murist e Vaumarcus (NE).
A língua oficial nesta comuna é o francês.

## Idiomas
De acordo com o censo de 2000, a maioria da população fala francês (86,8%), sendo o alemão a segunda língua mais comum, com 10,2%, e o espanhol a terceira, com 1,0%. Havia três pessoas que tinham, como língua materna, o italiano, e uma cuja língua materna era o romanche.